# Нестеровський Петро Артемович
Петро́ Арте́мович Нестеро́вський (28 червня 1870, Каплівка — 16 березня 1932) — український фольклорист, етнограф, педагог. Батько письменника Петра Нестеровського.

## Біографія
Народився 28 червня 1870 року в селі Каплівці (нині Хотинського району Чернівецької області) в сім'ї священика. У 1897 році закінчив Варшавський університет, де й викладав російську і церковнослов'янську мови, історію. Згодом був директором та інспектором у гімназіях Варшави. Перебуваючи в рідному краю на літніх канікулах, їздив по селах (села Грозинці, Каплівці і Керстенці, нині Хотинського, та Вітрянка, нині Сокирянського райнів Чернівецької області) з етнографічними розвідками, а також до Непоротова, щоб ознайомитися зі скельним монастирем. Свої записи (добірки пісень, казок, легенд, загадок, заговорів, прислів'їв і приказок як «Материалы по этнографии бессарабских русинов») публікував у часописі «Киевская старина». У праці «Бессарабские русины» автор подав весь життєвий цикл бессарабських українців в окремих нарисах: «Вірування бессарабських русинів», «Народження дитини», «Весілля», «Похорон», «Коляди», «Новий рік», «Йордан», «Великдень», «Зелені свята» тощо.
Нагороджений орденами святого Станіслава 3-го та 2-го ступенів, святої Анни 3-го та 2-го ступенів.
На початку Першої світової війни разом з родиною виїхав до Москви. У 1918 році переїхав в Україну. Працював директором Олександрівської гімназії на Катеринославщині, а від 1919 року і до самої смерті — у київській Всенародній бібліотеці України (нині Національна бібліотека України імені В. І. Вернадського) на різних посадах: від бібліотекаря до завідувача відділу періодики, завідувача відділу реєстратури .
Помер 16 березня 1932 року. Похований у Києві на Байковому цвинтарі.

## Праці
- Бессарабские руссины: Историко-этнографический очерк. — Варшава, 1905.
- Материалы по этнографии бессарабских руссинов // Киевская старина. — 1905. — № 10.
- По русской Буковине: Путевой набросок. — Санкт-Петербург, 1908.
- На севере Бессарабии: Путевые очерки. — Варшава, 1910.